# 野獣 (美女と野獣)
野獣（やじゅう、Beast）は、1991年公開のディズニーの長編アニメーション映画『美女と野獣』の主人公。ビーストと表記されることもある。映画以外には続編『美女と野獣 ベルの素敵なプレゼント』と『美女と野獣 ベルのファンタジーワールド』の二本のOVA作品や、ゲームソフト『キングダム ハーツ』シリーズなどにも登場している。いずれの作品も現地声優はロビー・ベンソン、日本版声優は山寺宏一。

## 設定

### デザイン
野獣の容貌は特定の動物をそのまま擬人化したものではなく、複数の動物のパーツが組み合わさったものである。野獣のキャラクターデザインを担当したグレン・キーンは野獣の容貌をバッファローの頭部・ゴリラの額・ライオンの鬣・オオカミの尾と脚・クマの身体・イノシシの牙を合成した姿と認めている。また、一部のサイトでは目を人間と解釈している。
人間としての姿のデザインもキーンが担当した。映画のDVD特典で、彼がミケランジェロ・ブオナローティやオーギュスト・ロダンの彫刻を参考にしたというエピソードが紹介されている。
どちらの姿の時も瞳の色は青である。元の姿に戻った際、この瞳の色はベルに目の前の男性（王子）が野獣と同一人物だと確信させた。

### 人物
映画の冒頭の時点では傲慢かつ不作法で、我慢ができず、すぐに癇癪を起こした。時間が経過して彼がベルに特別な関心を持つようになると、彼の態度は純真で不安定なものに変わって、しばしばベルを喜ばせようと熱心に試みる。彼はまた雪遊びのシーンなどで子供っぽい様子を見せる。映画の終盤になるとベルの助けによって分別をわきまえ、幼稚さは消滅する。同時に大胆で、優しく、動揺を見せない、誇り高い紳士になった。
呪われてからはフォルテというパイプオルガンに姿を変えられた城の音楽家が奏でる陰気な曲のみを慰めにしていた。フォルテが居なくなった後は陰気な曲調以外の音楽も好むようになった。逆に、呪われてからはクリスマスと鳥を嫌っていた。理由は魔女がやってきたのがちょうどクリスマスの夜だったのと、己が醜悪であることを自覚しているため鳥のように可愛らしい姿の動物の存在は不愉快にさせるからであった。しかしベルの影響によって好意的に捉えられるようになった。
ミュージカル版の追加されたシーンでは、野獣は文字の読み方をほとんど忘れてしまっている。しかし1997年のOVA『美女と野獣 ベルの素敵なプレゼント』に野獣が本を難なく読むシーンがあり、矛盾が生じている。2002年に公開されたアイマックス版の追加映像はミュージカル版と合致している。

### Prince Adam（アダム王子）
映画の監督およびプロデューサーは、DVDコメンタリーで野獣の本名を設定していないことを示唆する発言をしている。ミュージカル版やOVA等の著名な関連商品にも使用されていない。
一方で、1998年にDisney Interactive社が発売したMicrosoft Windows 95およびMacintosh対応のクイズゲームThe D Showでは、王子の名前をPrince Adam（アダム王子）としている。日本では、講談社の一部の雑誌において野獣の姿を「ビースト」、人間の姿を「アダム王子」と表記したことがある。東京ディズニーリゾートの公式ツイッターでも、「美女と野獣の王子の本名はアダムである。」ことを示唆するツイートがなされたが、後にこれを謝罪している。
ヴィランズの子供世代を主役に据えた映画「ディセンダント」シリーズでは、舞台となる善側のディズニーキャラクターたちの住む国、オラドン合衆国の国王として本作の野獣が人間に戻った姿で登場するが、名前は「アダム」が用いられている。

## キングダムハーツシリーズ
『キングダム ハーツ』をはじめ続編の『キングダム ハーツ チェイン オブ メモリーズ』、『キングダム ハーツII』、『キングダム ハーツ 358/2 Days』の四作に登場している。『美女と野獣』のキャラクターで声の出演が最も多い。キングダム ハーツ シリーズに登場するディズニー作品のキャラクターの中でも多大な活躍を見せた。性格は原作後期のものに近く、作中では一貫して「ビースト」と呼ばれている。ストーリーは原作をなぞるものではなくほぼオリジナルとなっている。
- キングダムハーツ - 自分達の世界が闇の力に飲み込まれても連れ去られたベルを救いたい一心でホロウバスティオンに降り立ち、そこでソラと対面する。傷付いて尚ベルを救おうとする姿は打ちひしがれたソラを再起させた。その後はソラと共にベルを救い出し、無事に元の世界に戻った。ソラと親交を深めている反面リクに恨みを持つディズニーキャラクターの1人である。

- キングダムハーツ チェインオブメモリーズ - KHCOMでのビーストはソラの記憶の幻影としての存在である。再びマレフィセントによってベルと離ればなれにさせられるが、もう一度ソラの助けでマレフィセントを撃破し、ベルを救出した。

- キングダムハーツ 358/2Days - 『KH』での出来事の後、ベルとすれ違いが生じていたが、あるきっかけから元の関係に戻っていった。しかし、この頃からすでにザルディンから偽りを吹き込まれていき、『KHII』の事件に至った。

- キングダムハーツII - 強い心を持っていることからXIII機関の一人ザルディンに狙われるも、ソラたちの助けで難を免れる。エンディングで人間に戻った姿を見ることができる。

## ミュージカル
ソロ曲『If I Can't Love Her』（日本語題『愛せぬならば』）をはじめ、ミュージカルの野獣は映画に比べ歌う場面が増えている。また我侭で幼稚な性格や笑えるシーンが所々に見られる。例えば、映画と異なり序盤でベルに直接頭を下げて夕食に誘ったり、ベルの衣装への賞賛内容が的外れだったりと映画からの変更・追加がある。劇団四季による日本語版で野獣を演じた俳優は次のような人物がいる。
- 芥川英司（現鈴木綜馬）
- 山口祐一郎
- 荒川務
- 石丸幹二
- 金森勝
- 佐野正幸
- 柳瀬大輔
- 飯田洋輔
- 福井晶一
- 中井智彦
- 北澤裕輔
- 田邊真也
- 清水大星
- 金本泰潤
- 小林唯
- 飯田達郎

## 後注
1. ↑  ベルと野獣どちらが主人公なのかは製作者の間でも一貫していない。一例を挙げれば、映画のDVDにおいて製作総指揮のハワード・アッシュマンは生前「映画のタイトル通り両者が主人公」であるとの見解を示していたと語られる。一方で監督のゲーリー・トゥルースデイルとカーク・ワイズは「作中で成長する野獣が真の主人公」との見解を示している。
2. ↑  Dave Smith(1998)『Disney A to Z: The Updated Official Encyclopedia』（Hyperion、ISBN 0-7868-6391-9）p.52。
3. 1 2 3  映画DVD特典「キャラクター・アート・ギャラリー」の音声解説
4. ↑  笑うメディア クレイジー『【トリビア特集】ディズニーのアニメに隠された秘密や謎とは？』
5. ↑  『ディズニーファン 2010年1月号』、講談社、2009年11月21日。
6. ↑  ディズニーファン編集部、『東京ディズニーリゾート スーパートリビアガイドブック』、講談社、〈My Tokyo Disney Resort〉、2010年3月16日、31、33頁。
7. ↑  『東京ディズニーランドガールズガイド 2010-2011』、講談社、2010年2月19日。ただし「アダム王子」ではなく「プリンスアダム」である。
8. ↑  『子どもと楽しむ! 東京ディズニーリゾート』、講談社、〈My Tokyo Disney Resort〉、2010年6月11日、42、45頁
9. ↑  『東京ディズニーリゾート スーパートリビアガイドブック 2012』、講談社、〈My Tokyo Disney Resort〉、2012年3月12日、16頁。「アダム王子」の表記のみ。
10. ↑  2008年劇団四季公演